# Leonardo Fernández (boliwijski piłkarz)
Leonardo Alberto Fernández Napolitano (ur. 13 stycznia 1974 w Buenos Aires) – boliwijski piłkarz pochodzenia argentyńskiego występujący na pozycji bramkarza.

## Kariera klubowa
Fernández karierę rozpoczynał w 1994 roku w argentyńskim zespole Chacarita Juniors. Spędził tam pół roku. Następnie grał w Argentinos Juniors oraz Defensores de Belgrano, a w 1997 roku trafił do boliwijskiego Oriente Petrolero. W tym samym roku wywalczył z nim wicemistrzostwo Boliwii.
W połowie 2000 roku Fernández przeszedł do argentyńskiego CA Independiente. Po pół roku odszedł jednak do hiszpańskiej drużyny CF Extremadura z Segunda División. W jej barwach zagrał jeden raz. W połowie 2001 roku wrócił do Argentyny, gdzie został graczem zespołu Unión Santa Fe. W 2002 roku ponownie przeszedł do Oriente Petrolero. W tym samym roku został z nim wicemistrzem Boliwii.
Na początku 2004 roku Fernández wrócił do swojego pierwszego klubu, Chacarita Juniors. Jednak jeszcze tym samym roku po raz kolejny trafił do Oriente Petrolero i wywalczył z nim wicemistrzostwo Boliwii. Grał tam do końca sezonu 2004. Potem występował jeszcze w kolumbijskim Atlético Nacional, argentyńskim Tiro Federal, chilijskim Palestino, ekwadorskim SD Aucas, a także boliwijskich drużynach Oriente Petrolero, Real Mamoré oraz La Paz FC.
W 2009 roku Fernández zakończył karierę.

## Kariera reprezentacyjna
W reprezentacji Boliwii Fernández zadebiutował w 2003 roku. W 2004 roku został powołany do kadry na turniej Copa América. Zagrał na nim w meczach z Peru (2:2), Kolumbią (0:1) oraz Wenezuelą (1:1), a Boliwia odpadła z rozgrywek po fazie grupowej.
W latach 2003-2005 w drużynie narodowej Fernández rozegrał łącznie 17 spotkań.